# تقويم كوري شمالي

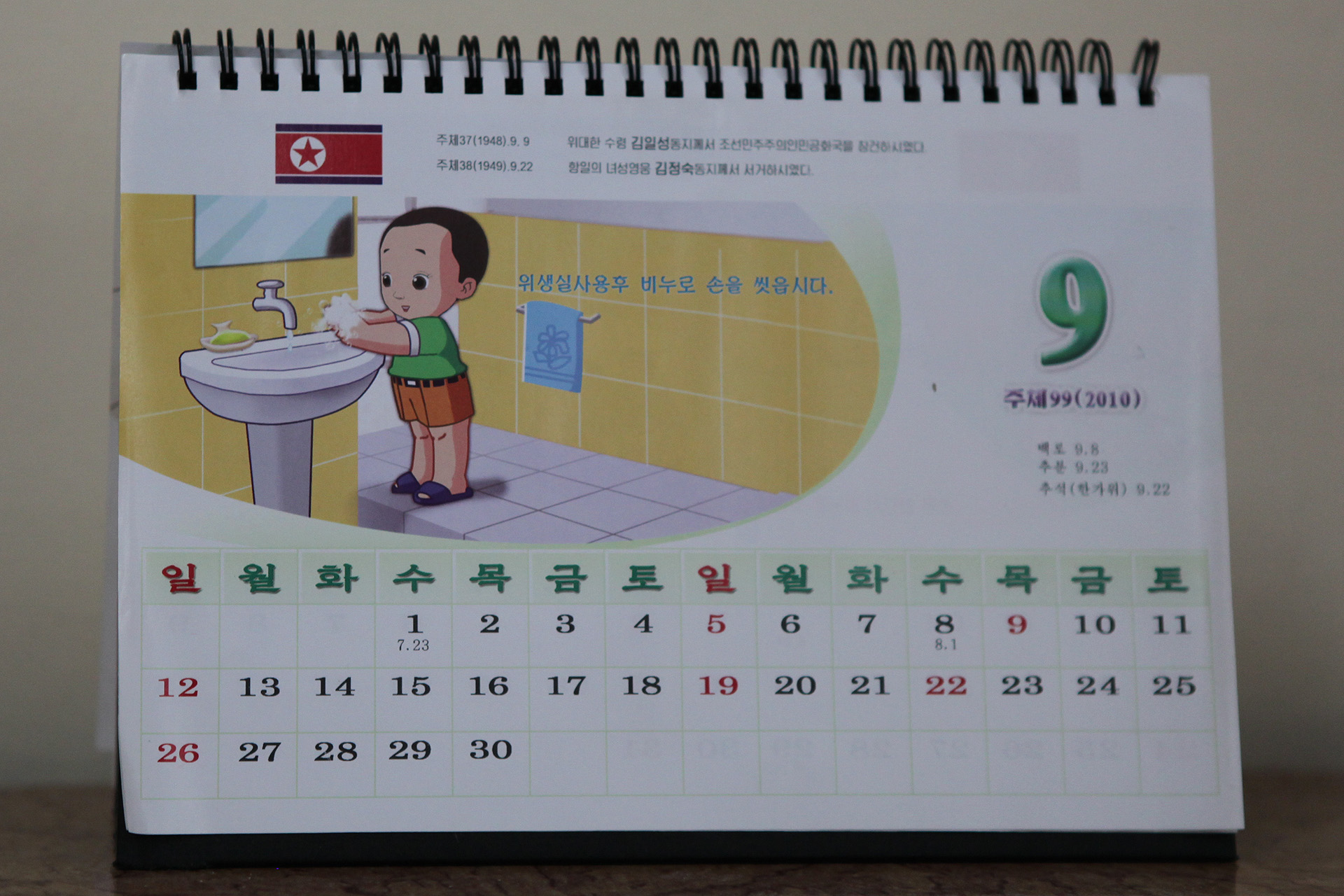
التقويم الكوري الشمالي

تقويم كوري شمالي أو تقويم جوتشي سمي باسم أيديولوجية جوتشي وهو نظام ترقيم عام يستخدم في كوريا الشمالية.